# 賴斯萊克 (明尼蘇達州)
賴斯萊克（英語：Rice Lake）是一個位於美國明尼蘇達州聖路易斯縣的城市。

## 人口
根據2020年美國人口普查的數據，賴斯萊克的面積為85.85平方千米，當中陸地面積為83.15平方千米，而水域面積為2.70平方千米。當地共有人口4112人，而人口密度為每平方千米48人。